# Маурисио Гарсес
Маурисио Гарсес (на португалски език - Maurício Garcez de Jesus) е бразилски професионален футболист, нападател.

## Кариера

### Ранни години
Роден е на 16 март 1997 в Шападиня, Бразилия. Юноша на Шападиня Футебол Клубе Бразилия.
Играе като ляво или дясно крило, но се справя и като нападател. От края на 2018 до август 2019 играе под наем в Мараняо Атлетико Клубе Бразилия. Следват наеми през 2019 в Клубе Атлетико Бакабал Бразилия и Форталеза Ешпорте Клубе Бразилия.
От 1 ноември 2019 до 22 януари 2021 играе под наем в СЕР Ювентуде Бразилия. От 23 януари до 18 август 2020 е под наем в Досе Мел Ешпорте Клубе Бразилия. Завръща се в тима на Шападиня Футебол Клубе Бразилия, за да премине в Бруске Бразилия на 28 август 2020. За тима изиграва 56 мача с 12 гола и 4 асистенции.

### ФК ЦСКА
На 13 януари 2022 преминава в ЦСКА под наем с опция за закупуване, като обявената трансферна сума е малко над 100,000 Евро.
Дебютира за армейците на 13 февруари 2022 при равенството 1:1 с ПФК Локомотив (София), влизайки като резерва в 79-та минута.